# Ленинский район (Красноярск)
Ленинский район — один из районов Красноярска, расположенный на правом берегу реки Енисея.
Улиц в районе — 93

## Историческая справка
Указом Президиума Верховного Совета РСФСР от 28 августа 1942 года был образован Ленинский район Красноярска.
Ленинский район Красноярска — «восточные ворота» города. Ещё задолго до официального образования района здесь находились несколько старинных поселений: вдоль отрогов гор было раскинуто село Торгашино, а по берегу вдоль Енисея расположились два казачьих поселения Верхние и Нижние Ладейки. Ладейки почти ровесники Красноярска. Когда-то они заслоняли путь к Красноярскому отрогу, охраняли его от набегов местных кочевых племен. В этих селениях бережно сохранялись казачьи обычаи и традиции, среди которых и такая боевая забава, как взятие снежного городка, запечатленное на полотне художника В. И. Сурикова. И именно в Ладейках эта игра бытовала дольше всего, вплоть до двадцатых годов теперь уже прошлого века.
В начале XX-го века местность, на которой спустя какое-то время выросли заводы и поселки Ленинского района, представляла собой пустошь. От самого берега Енисея начиналась равнина шириной два-три километра и длиной вниз по течению километров десять — двенадцать. Нечастые березовые колки, мелкие озера, поросшие камышом и осокой, в которых гнездились стаи уток, обширные болота с тучами комаров, а ещё и песчаные дюны, возникшие здесь от сильных ветров, несущих пыль и песок (отсюда названия нынешних улиц района — Песочная и Дюнная) — таким было это место в те далекие годы.
Пересекали продуваемое ветрами пространство железная дорога, проложенная в конце 19-го века, да тракт, по которому уходили ещё дальше в глубь Сибири каторжники.
В конце двадцатых годов прошлого столетия, в годы первых пятилеток, на ровном месте начали возводить корпуса «Красмашзавода», бумажного комбината, гидролизного и аффинажного заводов, ТЭЦ-1 и т. д.
Именно данное обстоятельство и способствовало тому, что указом Президиума Верховного Совета РСФСР от 28 августа 1942 года был образован Ленинский район Красноярска, а сам Красноярск превратился в мощный промышленный центр.

## Население
| 1959     | 1970     | 1979     | 1989     | 2002     | 2009     | 2010     |
| -------- | -------- | -------- | -------- | -------- | -------- | -------- |
| 85 776   | ↗122 146 | ↗147 150 | ↗153 454 | ↘146 943 | ↗147 000 | ↘145 530 |
| 2013     | 2014     | 2015     | 2016     | 2017     | 2021     |          |
| ↗146 060 | ↗146 197 | ↗147 020 | ↗148 520 | ↗150 124 | ↗156 777 |          |

## Микрорайоны

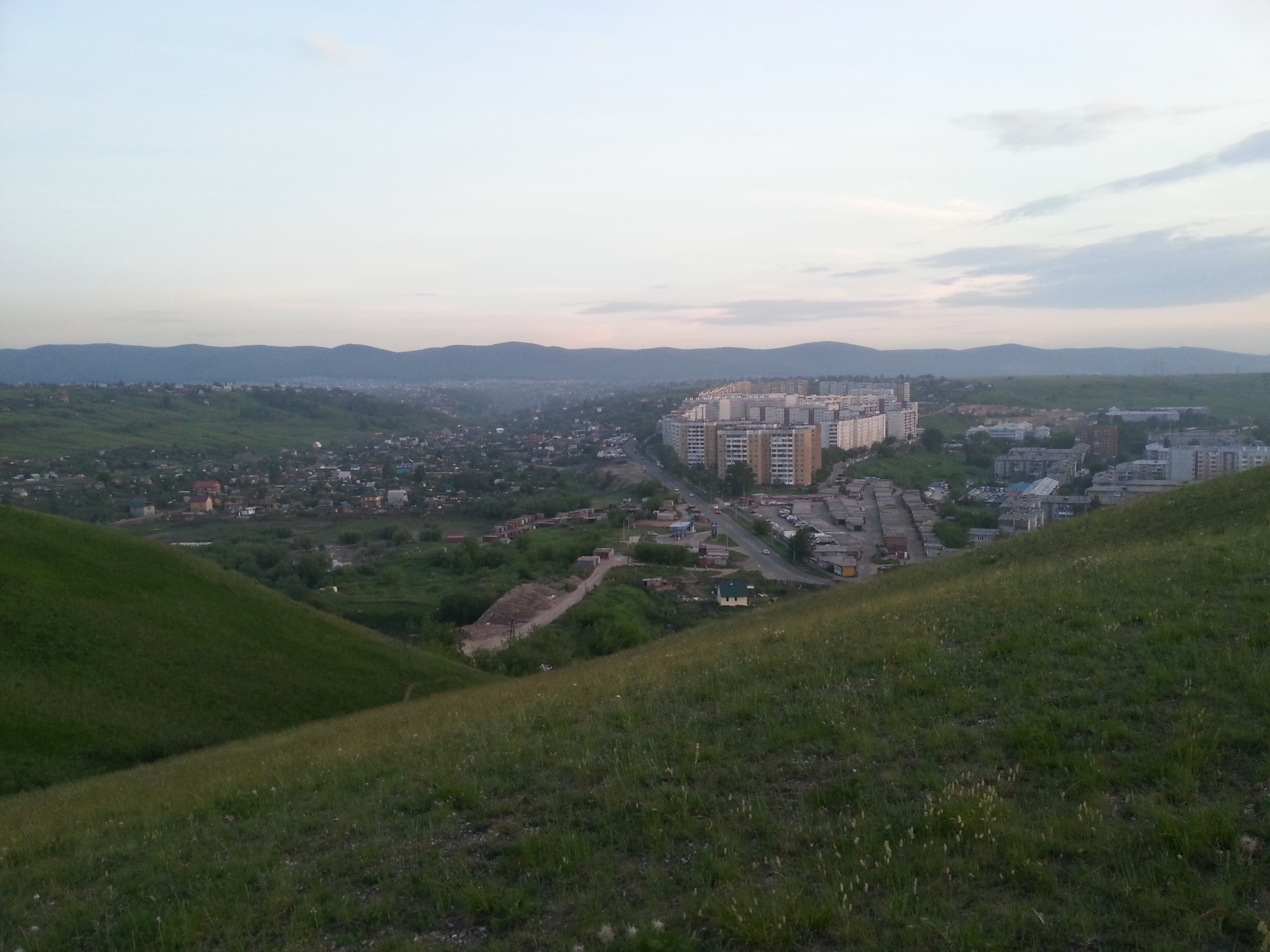
Вид на Верхние Черёмушки, 2013 год

Ленинский район подразделяется на следующие микрорайоны:
- Верхние Черёмушки
- Верхняя Базаиха
- Гидролизный пос.
- ДК 1 Мая
- Каменный квартал
- Карьерный пос.
- КрасТЭЦ(см. Пос. Энергетиков)
- Кузнецовское плато
- Нефтебаза
- Новая Базаиха
- Причал
- Суворовский пос.(Частично)
- Технический пос.
- Фестивальный пос.
- Чайковский
- Черемушки пос.
- Шинников пос.
- Энергетиков пос.(КрасТЭЦ)

## Экономика
- Магазинов и торговых комплексов — 260

Район по праву называют «промышленным». На его территории расположены такие предприятия как ГП «Красмашзавод», ОАО «Красноярский завод цветных металлов и золота имени В. Н. Гулидова», Красноярский завод синтетического каучука, «Красноярский шинный завод», ОАО «ЦБК», завод холодильников «Бирюса», КЗТИ, Арматурно-Сеточный завод и т. д.

## Транспорт
- Аэродром «Кузнецово»
- Автовокзал «Восточный»
- ПАТП «Крас-Бус»

## Образование
- Школ — 20 включая центр образования
- Лицеев — 2
- Гимназий — 4
- Детские дошкольные учреждения — 35
- Техникумы — КрасГумЭкономТех, КрасМедТех.
- Училища — проф. училище № 36
- Лицеи — № 43, лицей сервисных услуг, дизайна и бизнеса № 11
- Колледжи — Аэрокосмический колледж СибГУ им. ак. М. Ф. Решетнёва, Красноярский колледж радиоэлектроники, экономики и управления
- Университет — Сибирский государственный университет науки и технологий им. ак. М. Ф. Решетнёва
- Институт — НОУ ВПО СИБУП (Негосударственное образовательное учреждение высшего профессионального образования «Сибирский институт бизнеса, управления и психологии»)

В учебных заведениях района — от средних школ до Сибирского государственного университета науки и технологий им. ак. М. Ф. Решетнёва — учится около 25 тысяч школьников и студентов.
В Ленинском районе находится 63 образовательных учреждения различных типов и видов.
В 2008 году по результатам аккредитации общеобразовательной школе № 146 присвоен статус гимназии (гимназия № 15), а общеобразовательной школе № 100 — статус лицея (лицей № 12).
Таким образом, в настоящее время в образовательных учреждениях обучаются более 12,5 тысяч учащихся.
34 дошкольных образовательных учреждения в районе посещают 4600 детей в возрасте от 2 до 7 лет. В 2008 были открыты детский сад № 88 и пристройка к школе № 148.
На протяжении четырёх лет образовательные учреждения района участвуют в конкурсах в рамках Национального проекта «Образование».
В 2006, 2007 годах победителями конкурса стали лицей № 3, гимназия № 7, гимназия № 11, школы № 54, 94, 146.
В 2008 году третий раз победителями признаны гимназия № 7, школы № 94, 146.
Сумма грантовой поддержки составила для каждого образовательного учреждения 1 млн рублей. 2 года получает грант в размере 500 тысяч рублей гимназия № 11.
Таким образом, если посмотреть динамику за 3 последних года, школы района занимают лидирующие позиции среди школ города. На Всероссийский конкурс «Лучшие школы России» от территории Красноярского края ежегодно выдвигаются 4 образовательных учреждения, 2 года подряд среди конкурсантов школы района — школа № 146, гимназия № 7.
Премией Президента РФ за высокое педагогическое мастерство и значительный вклад в образование удостоены и педагоги района, учащиеся которых демонстрируют не просто лучшие результаты, а позитивную динамику учебных достижений, и которые активно представляют свой опыт.
Среди районов города в 2008 году Ленинский район занял 3-е место по количеству педагогов и образовательных учреждений, признанных победителями.
В рамках Краевой целевой программы «Дети» по итогам конкурса дошкольных образовательных учреждений победителями признаны в 2008 году — дошкольные учреждения № 36, 276, 272, 249, центр развития ребёнка № 84.
Победители получают по 300 тысяч рублей на каждое образовательное учреждение с количеством воспитанников более 120.

## Здравоохранение
- Больниц — 6
- Поликлиник — 18
- Лечебно-профилактических учреждений — 19

На территории района расположена известная далеко за пределами Красноярского края Городская клиническая больница № 20.

## Культура
- Объектов физической культуры и спорта — 11
- Учреждений культуры — 19

В районе работают три музыкальные школы, пять Дворцов культуры, открыт Выставочный зал Красноярской картинной галереи, пять библиотек
В музыкальной школе № 6 начинал своё восхождение к вершинам оперного искусства Дмитрий Хворостовский.
Среди известных людей, судьба которых так или иначе связана с Ленинским районом Красноярска, можно назвать: Виктора Петровича Астафьева, который в начале сороковых годов начинал здесь свой трудовой путь сцепщиком вагонов на железнодорожной станции Базаиха (что впоследствии описал в своем рассказе «Соевые конфеты»).
Спортивное мастерство оттачивали на стадионе «Енисей» многократные чемпионы СССР, России, Европы и мира — хоккеисты легендарного «Енисея»: Сергей Ломанов, Юрий Лахонин, Виталий Ануфриенко и многие другие. А сегодня под руководством все того же Сергея Ломанова новые титулы и звания зарабатывают в честной борьбе уже их дети — Сергей Ломанов-младший, Иван Максимов и др.